# Saint-Christophe-des-Bois
Saint-Christophe-des-Bois är en kommun i departementet Ille-et-Vilaine i regionen Bretagne i nordvästra Frankrike. Kommunen ligger i kantonen Vitré-Ouest som tillhör arrondissementet Fougères-Vitré. År 2022 hade Saint-Christophe-des-Bois 562 invånare.

## Befolkningsutveckling
Antalet invånare i kommunen Saint-Christophe-des-Bois
Referens:INSEE